# Aetanthus ornatus
Aetanthus ornatus är en tvåhjärtbladig växtart som beskrevs av Kurt Krause. Aetanthus ornatus ingår i släktet Aetanthus och familjen Loranthaceae. Inga underarter finns listade i Catalogue of Life.